# Knížectví Lippe
Lippe bývalo panstvím a později knížectvím (německy Fürstentum Lippe) ve Svaté říše římské, po roce 1918 Svobodný stát Lippe (německy Freistaat Lippe), rozkládající se na severovýchodě dnešní německé spolkové země Severní Porýní-Vestfálsko, bylo spolkovou zemí Německého císařství a poté od roku 1918 tzv. Výmarské republiky. Jeho metropolí bylo město Detmold.

## Historie

### 11.–18. století

Středověký erb Lippe

První zmínka o panství Lippe (Herrschaft Lippe), nazvaného podle řeky Lippe, pochází z roku 1123. Zakladatelem místní dynastie byl pravděpodobně Bernhard I., který jako první použil titul pána z Lipperode. Střediskem byl hrad Lippe nedaleko Lippstadtu. V průběhu 12. století svoje panství velice rozšířil. Už roku 1344 došlo k rozdělení na linie Dettmold a Lippstadt. Ta záhy vymřela a tak vládu přebírá linie Lippe-Detmold. Roku 1529 bylo panství povýšeno na hrabství. Prvním dědičným hrabětem z Lippe byl až Bernhard VIII. (1536–1563). Na říšské knížectví bylo toto území povýšeno až roku 1789.

### 19.–20. století
Roku 1806 knížectví přistoupilo k Napoleonem zřízenému Rýnskému spolku, v letech 1815–1866 bylo součástí Německého spolku, po jeho zániku bylo spolkovým státem Severoněmeckého spolku a od roku 1871 bylo spolkovým státem Německého císařství. Po abdikaci posledního knížete zde byla vyhlášena republika a Lippe bylo jako Svobodný stát Lippe spolkovou zemí Výmarské republiky.

### Galerie

Vlajka Lippe v letech 1815–1880 (poté se barvy prohodily)
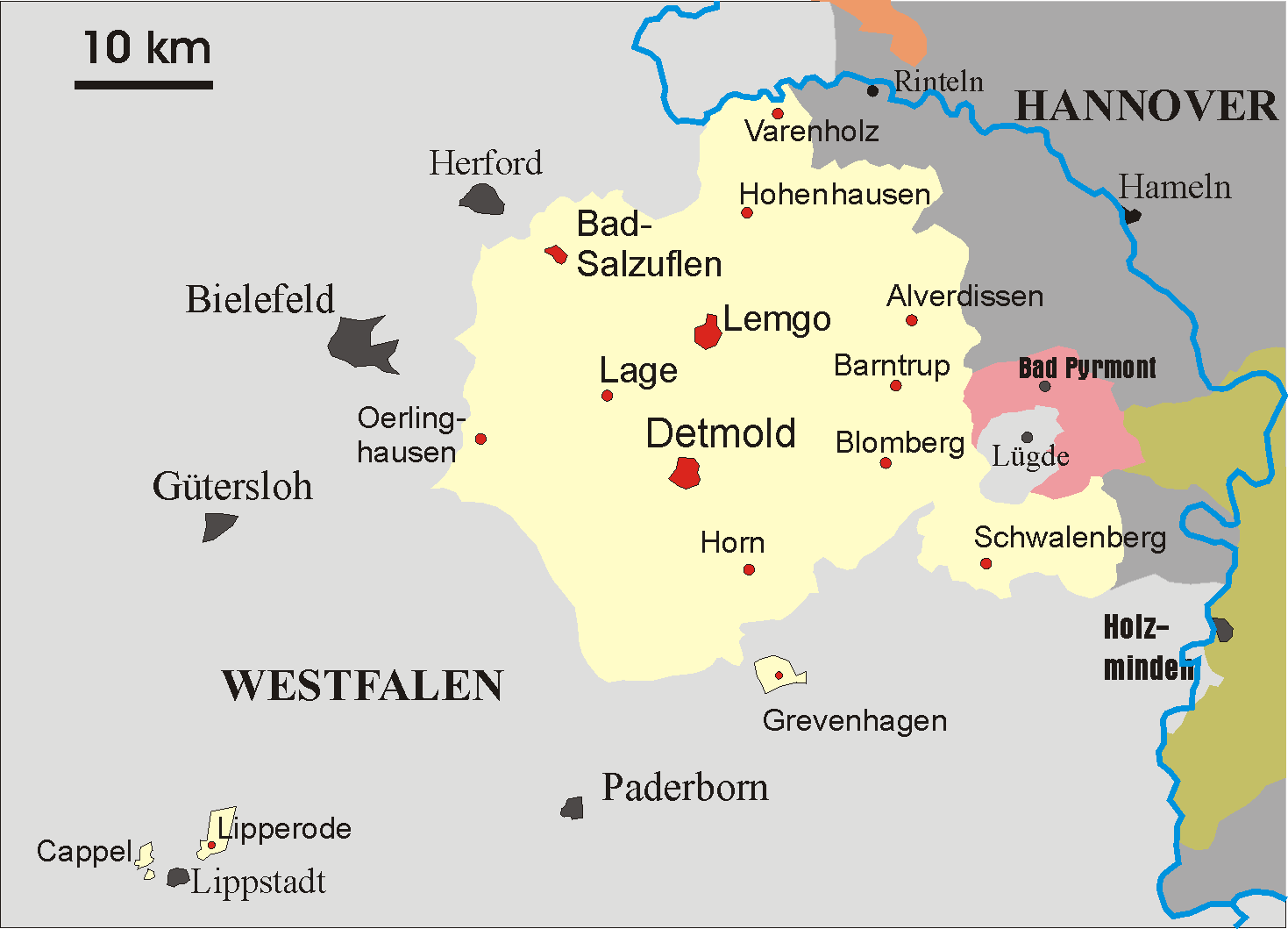
Podrobná mapa knížectví a svobodného státu v období 1815–1945
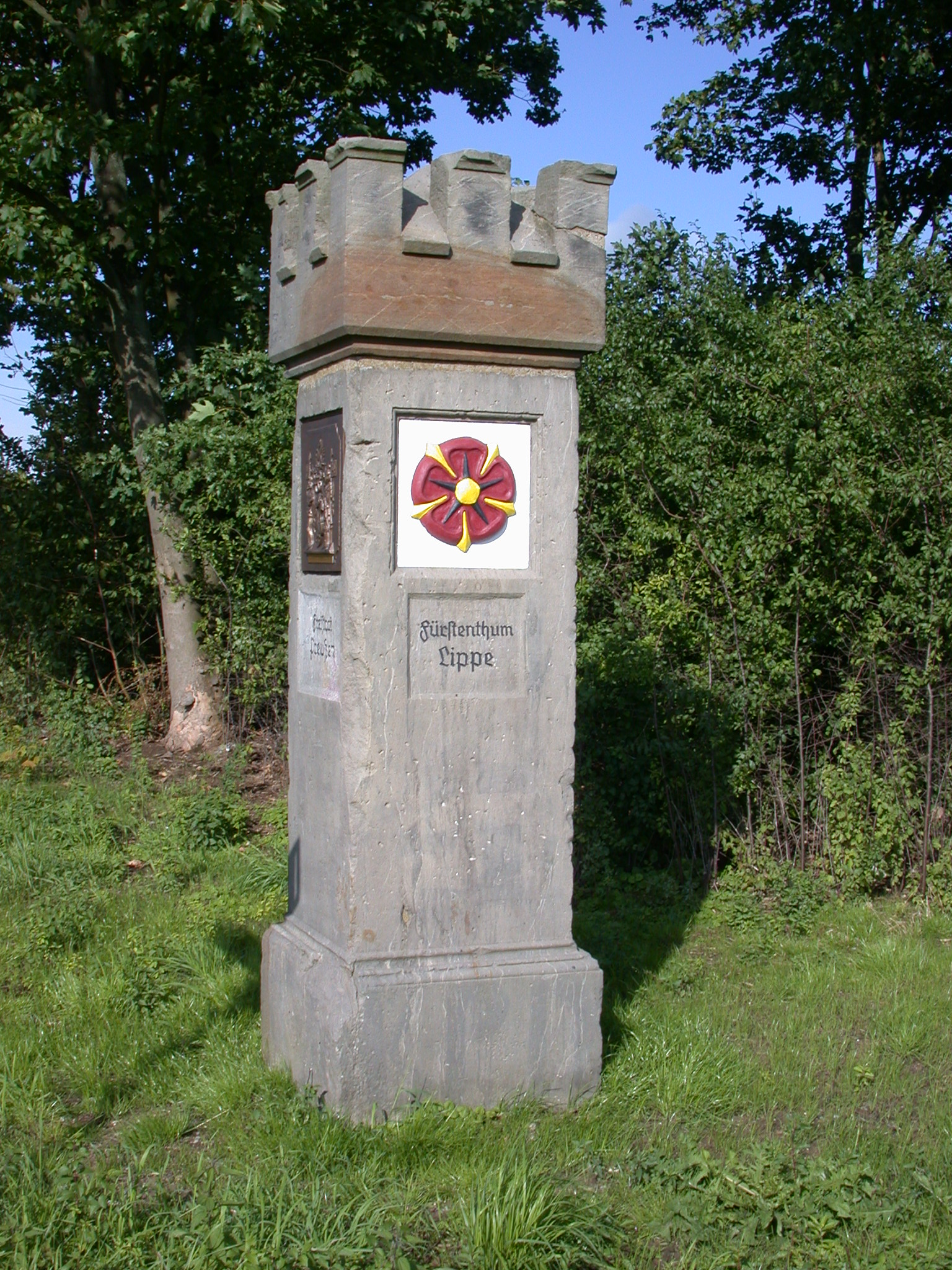
pohraniční sloupek knížectví, dnes v Severním Porýní-Vestfálsku

## Seznam panovníků

### Páni z Lippe (1123–1528)

Středověký znak pána z Lippe

- Hermann z Lippe (úmrtí před rokem 1123)
- Bernard I. z Lippe (1123–1158)
- Herman I. z Lippe (1158–1167)
- Bernard II. z Lippe (1167–1196)
- Herman II. z Lippe (1196–1229)
- Bernard III. z Lippe (1229–1265)
- Herman III. z Lippe (1265–1274)
- Bernard IV. z Lippe (1265–1275)
- Simon I. z Lippe (1273–1344)
- Simon II. z Lippe (1344)
- Bernard V. z Lippe (1344–1364)
- Otto z Lippe (1344–1360)
- Simon III. z Lippe (1360–1410)
- Bernard VI. z Lippe (1410–1415)
- Simon IV. z Lippe (1415–1429)
- Bernard VII. z Lippe (1429–1511)
- Simon V. z Lippe 1511–1528

Roku 1528 povýšeni na hrabata.

### Hrabata z Lippe
- Simon V. z Lippe (1528–1536)
- Bernard VIII. z Lippe (1536–1563)
- Simon VI. z Lippe (1563–1613)
- Simon VII. z Lippe (1613–1627)
- Simon Ludvík z Lippe (1627–1636)
- Simon Filip z Lippe (1636–1650)
- Jan Bernard z Lippe (1650–1652)
- Herman Adolf z Lippe (1652–1666)

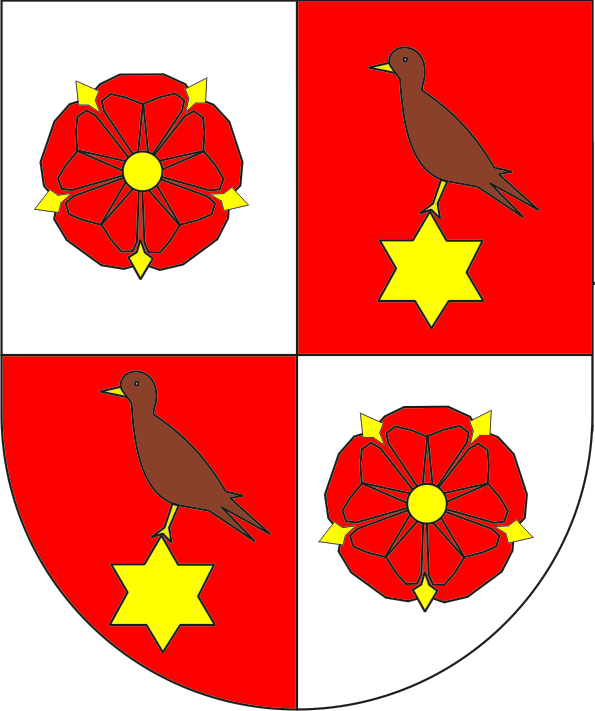
Znak hrabat Lippe-Schwalenberku (1528–1687)

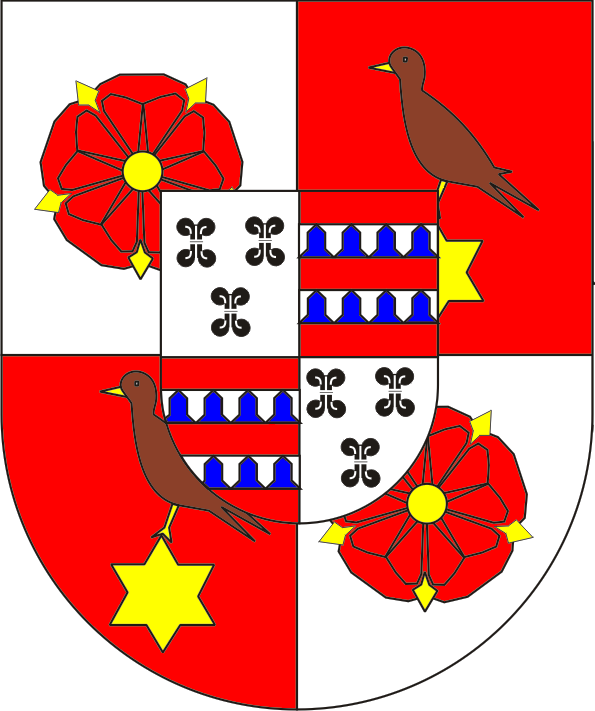
1687–1798

- Simon Jindřich z Lippe (1666–1697)
- Jindřich Adolf z Lippe (1697–1718)
- Simon Jindřich Adolf z Lippe (1718–1734)
- Simon August z Lippe (1734–1782)
- Leopold I. z Lippe (1782–1789)

Roku 1789 povýšeni na knížata.

### Knížata z Lippe
- Leopold I. z Lippe (1789–1802)
- Leopold II. z Lippe (1802–1851)
- Leopold III. z Lippe (1851–1875)
- Waldemar z Lippe (1875–1895)
- Alexandr z Lippe (1895–1905)
- Leopold IV. z Lippe (1905–1949)
- Armin z Lippe (1949–2015)
- Štěpán z Lippe (od 2015)

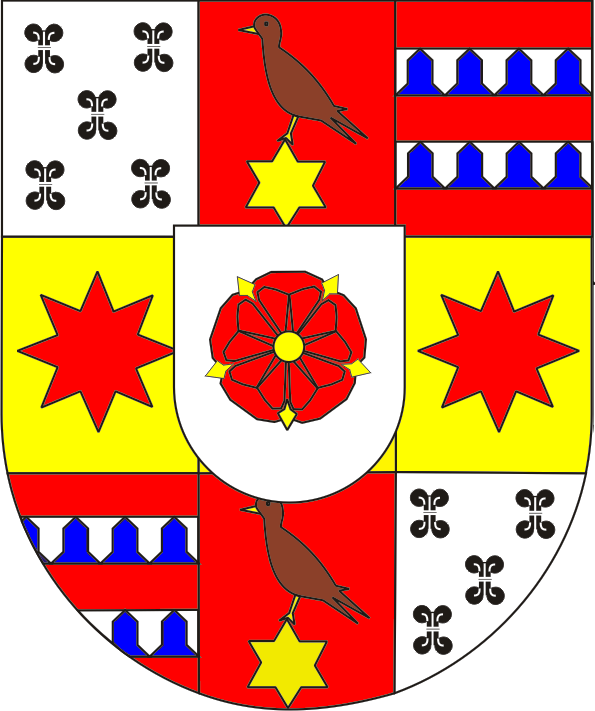
1798

  - Bernhard Leopold, dědičný princ z Lippe (nar. 1995)
  - princ Heinrich Otto (nar. 1997)
  - princ Benjamin (nar. 1999)